# Emmanuel Belin
Emmanuel Belin (né à Rocourt le 24 octobre 1968 et mort le 18 janvier 1998) est un sociologue belge.

## Apport
Sa contribution essentielle a été d'adapter à la sociologie les théories et concepts créés par Donald Winnicott : « transitionnalité », « espaces potentiels », « vie intérieure » et « vie extérieure »... et de développer plusieurs concepts tels l'« enchantement » et les « dispositifs d'enchantement », la « bienveillance positive » et la « bienveillance dispositive ».
« Le concept de « dispositif d’enchantement » d’Emmanuel Belin permet de décrire les conditions propices à l’engendrement de l’expérience. Le dispositif crée ce que Belin appelle un « espace intermédiaire de pratiques » (ibid.), ni totalement matériel, ni totalement subjectif, au sein duquel un imaginaire et des dispositions sont élaborés en vue d’engendrer l’expérience d’enchantement. L’expérience telle que nous l’étudions est par conséquent toujours située dans la mesure où c’est la situation en tant que paysage sensoriel qui guide l’attention et permet à l’individu, en connectant son ressenti et ses pensées, de faire sens de ce qui lui arrive. »
La langue de Belin n'est pas toujours facile à suivre, ses idées peuvent être traduites en termes plus simples :
« Belin, [...], a [...] suggéré qu’une journée type d’un individu ordinaire pouvait être décrite comme une succession ininterrompue de passages entre des espaces aménagés dans lesquels nous utilisons des objets ou des dispositifs : le réveil sonne, nous sautons de notre lit, passons à la salle de bain non sans avoir appuyé sur le bouton de la machine à café, nous écoutons (distraitement ou attentivement) la radio avant de braver le froid matinal, protégé par de chauds vêtements (emmitouflés), nous marchons, éventuellement munis d’un baladeur (enveloppe musicale), nous accédons à notre voiture ou à un transport en commun, nous nous orientons dans la ville en nous basant sur nos habitudes et en utilisant un réseau de signes (voire en recourant à un navigateur de bord), nous arrivons au bureau, avec ses meubles et son éclairage, nous faisons une série de choses, avant de nous octroyer une pause ou d’aller acheter notre sandwich, etc.
Autrement dit, la question que pose Belin est aussi celle de l’aménagement et de l’utilisation des espaces potentiels – lesquels doivent être agencés, meublés, peuplés, décorés, animés, déployés, etc. Pour traiter de cette question, Belin apporte sa contribution à la théorie des dispositifs, en mettant en exergue ce qu’il appelle les logiques dispositives, par quoi il faut entendre ces constructions et ces interventions à l’aide desquelles l’individu organise les choses de manière que son environnement soit bien disposé à son égard (notion de « bienveillance dispositive »). […] Belin conçoit un sujet (ou un agent) qui va créer, sur base d’une attitude proactive et prospective, les conditions qui vont permettre de « se laisser aller » de façon créative, ou encore de « faire une expérience », sous de multiples guises […]. »

## Mise en œuvre de ses concepts et approches
Les concepts et approches d'Emmanuel Belin ont été reprises pour l'analyse de sujets très divers :
- Olivia Ange analyse le succès de la chaîne belge de boulangeries et d'espaces de restauration Pain quotidien au moyen du concept d’« espace potentiel » et de « dispositif bienveillant » d’Emmanuel Belin. La mise à disposition de pain et autres aliments proposés par la chaîne jouerait le rôle d’objet transitionnel - de doudou en langage courant - pour les consommateurs « qui acceptent de se laisser porter par les apparences »[5] ;
- Arnaud Halloy et Véronique Servais utilisent les concepts de « Dispositif d’enchantement » et d’« expérience d’enchantement » de Belin pour analyser aussi bien l’expérience de personnes possédées par des divinités africaines dans des cultes Candomblé au Brésil que les contacts entre humains et dauphins[6],[7] ,[8] et, avec Julien Bruneau, l’expérience artistique[9] ;
- Pour Julien Perotin, « Il est possible de concevoir la balle de ping-pong comme un objet transitionnel selon l'adaptation de la théorie de D.W.Winnicott par Emmanuel Belin pour sa sociologie des espaces potentiels »[10] ;
- Dans son étude sur « L'expérience sonore des ambiances festives », Patrick  Romeu utilise les concepts de « dispositifs », de « traversée de dispositif », d’« espace potentiel » ou « espace intermédiaire », de « bienveillance dispositive » de Winnicott et d’ Emmanuel Belin qui en assumé le « transfert sociologique » « avec beaucoup de talent »[11] ;
- Jean-Pierre Delchambre développe une socio-anthropologie du jeu sur la base des concepts d’Emmanuel Belin[4],[12] ;
- Jean Foucart analyse lui aussi le jeu au moyen des concepts (espace potentiel, confiance) et de la « problématique initiée et élaborée par Winnicott dans un registre psychanalytique », « élargie et prolongée d’un point de vue sociologique » par Emmanuel Belin[13] ;
- De même, Marc Breviglieri applique au jeu des enfants dans la rue le concept de « bande d’espace potentiel » d’Emmanuel Belin[14] ;
- Marie Thonon oppose les « dispositifs de bienveillance » de Belin aux « dispositifs de surveillance » décrits par Michel Foucault[15] ;
- Laurent Legrain utilise le concept de « logique dispositive » d’Emmanuel Belin pour analyser le phénomène de surprise dans les improvisations de jazz[16].

## Publications
Sa thèse de doctorat à l'Université de Louvain (Belgique), qui demeure son seul ouvrage personnel, fut publiée en 2002 sous le titre Une sociologie des espaces potentiels. Logique dispositive et expérience ordinaire, préface de Daniel Bougnoux, Louvain-la-Neuve, Ed. De Boeck Université, coll. "ouvertures sociologiques", 2002.
Il a coédité avec Guy Bajoit Contributions à une sociologie du sujet.
Emmanuel Belin s'est pendu le 18 janvier 1998, un mois exactement après avoir soutenu sa thèse.